# 凯瑟琳·德里斯科尔
凯瑟琳·德里斯科尔（英語：Katherine Driscoll，1986年3月13日—），生于肯特郡查塔姆，英国女子蹦床运动员，2013年世界运动会女子双人网上金牌得主、2015年欧洲运动会女子个人银牌得主。